# Тимошин Валентин Петрович
Валенти́н Петро́вич Тимо́шин (нар. 6 серпня 1929) — Російський і український режисер, народний артист УРСР (1979).

## Біографія
Народився 6 серпня 1929 року в селі Пчела, нині — Брасовського району Брянської області Російської федерації.
У 1956 році закінчив Київський театральний інститут.
У 1961—1963 роках Тимошин — головний режисер Київського російського драматичного театру.
У 1963—1983 роках працював головним режисером Луганського російського драматичного театру.
1970 року як головний режисер починає омолодження складу театру — запрошені Т. Шинакова, І. Сиротинська, Е. Коваль, Я. Гранко. Понад 15 років працював з директором театру, заслуженим артистом УРСР В. Козенком.
У 1983—1989 роках Валентин Петрович — головний режисер Луганського українського музично-драматичного театру.
1990 року Тимошин вийшов на заслужений відпочинок.

## Театральна діяльність
Тимошин був режисером-постановником таких вистав: «Інтерв'ю в Буенос-Айресі» Г. Боровика (1976), «Молода гвардія» за О. Фадєєвим (1984), «За двома зайцями» М. П. Старицького, «Шельменко-денщик» Г. Ф. Квітки-Основ'яненка (обидва 1989).

## Нагороди і почесні звання
- Народний артист УРСР (1979).